# Vysoký Chlumec
Vysoký Chlumec (německy Hoch Chlumetz) je městys v okrese Příbram ve Středočeském kraji, asi 5 km jižně od Sedlčan. Žije zde 825 obyvatel. 
Na skalnatém kopci nad městysem se tyčí vysokochlumecký hrad, který je veřejnosti nepřístupný. Severní částí městyse protéká Libíňský potok, jižní částí Chlumecký potok.

## Historie
První písemná zmínka o obci pochází z roku 1235. Hrad si postavil Purkart z Janovic. V roce 1383 je poprvé zmiňovaný chlumecký hrad, který již v roce 1474 získali Lobkowiczové. Tito hrad vlastnili až do poloviny 20. století.
V dobách jeho největší slávy (v 17. století) byl hrad střediskem panství, které zahrnovalo město Sedlčany a další 4 městečka a asi 90 vsí. Hrad byl upravován pozdně goticky, později prošel renesanční úpravou. Hrad byl upraven za třicetileté války na zámek. V roce 1848 došlo ke zrušení roboty, z čímž souvisel i konec slávy a významnosti chlumeckého zámku. Všechny úřady se tehdy přestěhovaly do Sedlčan a na hradě zůstalo jen vedení statku. Tehdy byly také hrad i obec přejmenovány z „Chlumec“ na „Vysoký Chlumec“, kvůli duplicitě názvů.

### Panství Vysoký Chlumec
V polovině 19. století patřily do panství Vysoký Chlumec tyto obce (podle Palackého, názvy modernizovány do současné podoby): Vysoký Chlumec, Úklid, Oukřtalov, Boudy, Bor, Bratřejov, Bratříkovice, Bražná, Březí, Brod, Buzice, Chramosty, Chválov, Branišov, Doubravice, Dublovice, Doublovičky, Hodkov, Hostovnice, Hrabří, Jezvina, Hrachov, Huštilář, Jesenice, Kamýk nad Vltavou, Kamenice, Krásná Hora nad Vltavou, Křemenice, Křepenice, Bláhova Lhota, Břekova Lhota, Švastalova Lhota, Koubalova Lhota, Vilasova Lhota, Žemličkova Lhota, Libíň, Libčice, Líchovy, Martinice, Měšetice, Mezné, Minartice, Myslkov, Mokřany, Nálesí, Nechvalice, Nové Dvory, Obděnice, Plešiště, Počepice, Nedrahovické Podhájí, Podmoky, Pořešice, Proudkovice, Přívozec, Radeč, Radešín, Radešice, Ratiboř, Rovina, Rudolec, Ředice, Šanovice, Sedlec, Sedlčany, Skoupý, Skuhrov, Solenice, Solopysky, Sušetice, Tisovnice, Trkov, Vápenice, Veletín, Víska, Vletice, Voděrady, Ohrada, Vratkov, Záběhlice, Zhoř a Zvírotice.
20. století znamenalo pro místní šlechtický rod Lobkoviců relativně krušné období. V roce 1918 byly zrušeny šlechtické tituly, za druhé světové války byl jejich majetek zkonfiskován nacisty. S nástupem komunismu, v roce 1948, byl chlumecký zámek Lobkowiczům opět zabaven, z jejich statku vzniklo JZD a zámek i pivovar byly zestátněny.
Za vlády komunistů prošla obec modernizací – zejména zavedením elektrického proudu do všech domácností a vyasfaltováním celé návsi. Došlo k integraci přilehlých osad, výstavbě nových bytovek, nákupního střediska apod. V osmdesátých letech 20. století prošel zámek celkovou rekonstrukcí.

### Po roce 1989
V roce 1992 byl hrad vrácen rodu Lobkowiczů a následně až do roku 1998 byl otevřen pro veřejnost. Od roku 1998 se hrad stal rezidencí nového majitele. Je jím Riprand, Graf von und zu Arco-Zinneberg. Manželé Arco-Zinnebergovi se do společenského života ve Vysokém Chlumci zapojili několika záslužnými aktivitami – finančně i věcně podpořili místní základní školu a na počátku roku 2001 byli hlavními iniciátory založení Nadačního fondu Patronát Sedlčansko. V čele této organizace je pan Riprand Arco-Zinneberg, správní radu tvoří jeho žena Maria Beatrice, sedlčanský starosta Ing. Jiří Burian, kněz Stanislav Zápotocký, Ing. arch. Michal Ibl, JUDr. Krylová a pan Bláha. Zahajovací schůze se konala koncem března 2001 v budově Lesní správy, činnost nadace se zaměřuje na opravu kulturních památek Sedlčanska.[zdroj?]

## Obecní správa

### Části městysu
- Bláhova Lhota (k. ú. Pořešice)
- Hrabří (k. ú. Hrabří)
- Hradce (k. ú. Hrabří)
- Jezvina (k. ú. Hrabří)
- Pořešice (k. ú. Pořešice)
- Vápenice (k. ú. Vápenice u Vysokého Chlumce)
- Víska (k. ú. Vysoký Chlumec)
- Vysoký Chlumec (k. ú. Vysoký Chlumec)

K městysu patří také Hlubeč, Křížkův Mlýn, Panská Tisovnice, U Marků a Zvěstovice.
Sousedními obcemi sídla jsou Svatý Jan, Nedrahovice, Sedlčany, Počepice, Dublovice, Krásná Hora nad Vltavou a Petrovice.
Dne 29. listopadu 2011 byl obci navrácen status městyse.

### Územněsprávní začlenění
Dějiny územněsprávního začleňování zahrnují období od roku 1850 do současnosti. V chronologickém přehledu je uvedena územně administrativní příslušnost obce v roce, kdy ke změně došlo:
- 1850 země česká, kraj České Budějovice, politický okres Votice, soudní okres Sedlčany[5]
- 1855 země česká, kraj Tábor, soudní okres Sedlčany
- 1868 země česká, politický i soudní okres Sedlčany
- 1939 země česká, Oberlandrat Tábor, politický i soudní okres Sedlčany[6]
- 1942 země česká, Oberlandrat Praha, politický i soudní okres Sedlčany[7]
- 1945 země česká, správní i soudní okres Sedlčany[8]
- 1949 Pražský kraj, okres Sedlčany[9]
- 1960 Středočeský kraj, okres Příbram
- 2003 Středočeský kraj, okres Příbram, obec s rozšířenou působností Sedlčany

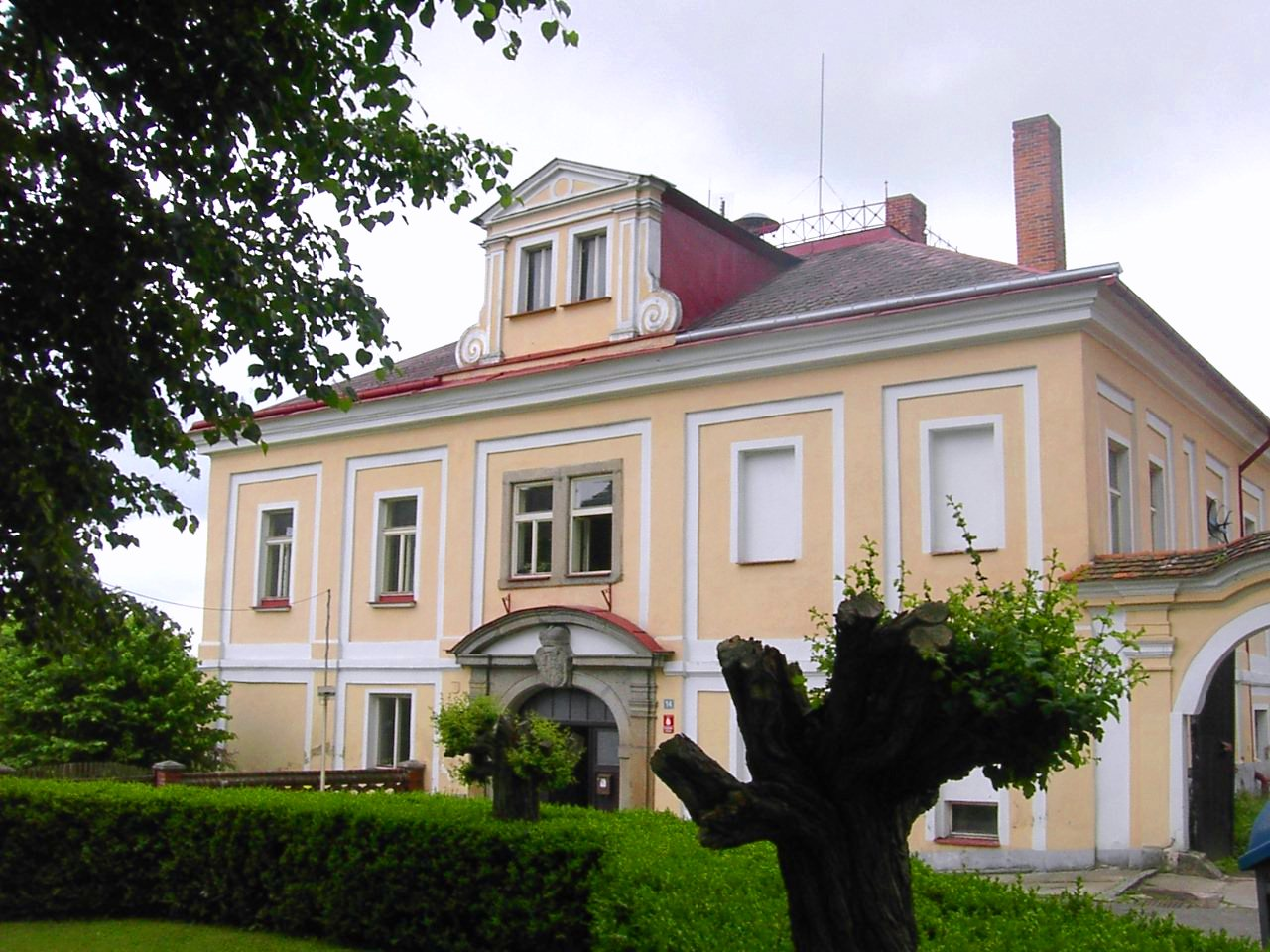
Budova obecního úřadu

## Společnost

### Rok 1932
V městysi Vysoký Chlumec (přísl. Vápenice, Víska, 770 obyvatel, poštovní úřad, telegrafní úřad, telefonní úřad, četnická stanice) byly v roce 1932 evidovány tyto živnosti a obchody: lékař, 5 hostinců, 2 koláři, 2 kováři, 4 krejčí, 2 obuvníci, pekař, pivovar Lobkowitz, porodní asistentka, 3 rolníci, 2 řezníci, 2 sedláři, 3 obchody se smíšeným zbožím, Spořitelní a záložní spolek, švadlena, trafika, 2 truhláři, velkostatek Lobkowitz, zednický mistr

## Pamětihodnosti

### Hrad
Dobře zachovaný komplex pozdně středověkých budov na skalnatém návrší nad obcí, výrazná dominanta okolní krajiny. Raně gotické jádro ze 13. století bylo do dnešní podoby rozšířeno za Purkarta z Janovic koncem 14. století a rozšířeno a upraveno za Václava Leopolda z Lobkovic v polovině 17. století. Roku 1678 postavil architekt Antonio della Porta jihozápadní předhradí s branou a mostem, který nahradil dřívější dřevěný.
Vlastní hrad tvoří věžovitý západní palác ze 13. a 14. století, zčásti s renesančními sgrafity, a menší rovněž gotický východní palác s kaplí, mezi nimiž je lichoběžníkovité nádvoří. Celek je obklopen parkánem a hradbou. Dolní hrad na jihozápadě z 2. poloviny 15. století s věží je spojen mostem a branou, a byl rozšířen v 17. století. Hrad byl vrácen v restituci a opraven, pro veřejnost není přístupný.

### Skanzen
Projekt nového skanzenu zpracovalo v roce 1998 Okresní muzeum v Příbrami, dnes je skanzen pobočkou Hornického muzea Příbram. Do skanzenu jsou postupně přemisťovány zajímavé stavby lidové architektury středního Povltaví, kterým by v původních místech hrozil zánik. Výstavba byla zahájena v roce 1999 a byly do ní přeneseny ohrožené lidové stavby z okresu Příbram. Jako první byl v roce 2000 převezen a znovu sestaven historický dům z Obděnic, v roce 2009 již stojí tři roubené domy, čtyři špýchary, jedno hospodářské stavení, vodní pila, kolna, dva včelíny, sloupový holubník, dva kříže, jeden milník a množství mobilních artefaktů vystavených v interiérech. V konečné fázi má být ve skanzenu až 25 historických budov.

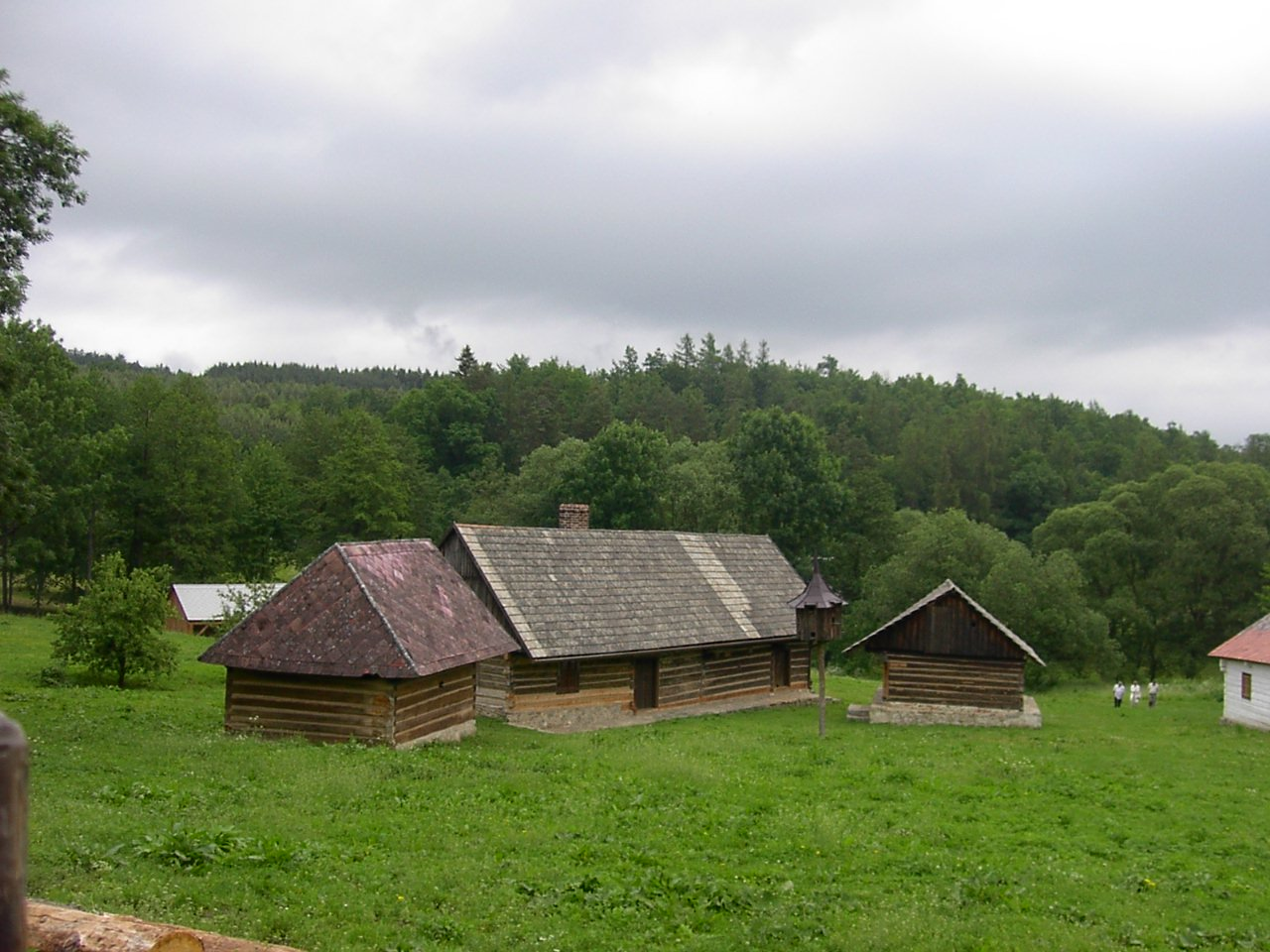
Skanzen Vysoký Chlumec

### Pivovar
První zmínky o vaření piva na Chlumci pochází z roku 1466. Již od svých počátků patří knížecí pivovar šlechtickému rodu Lobkowiczů (s výjimkou let 1939–1945 a 1948–1992); v roce 2005 prodali Lobkowiczové poloviční podíl německému partnerovi. Pivo se zde vyrábí v pěti druzích pod značkou Lobkowicz.

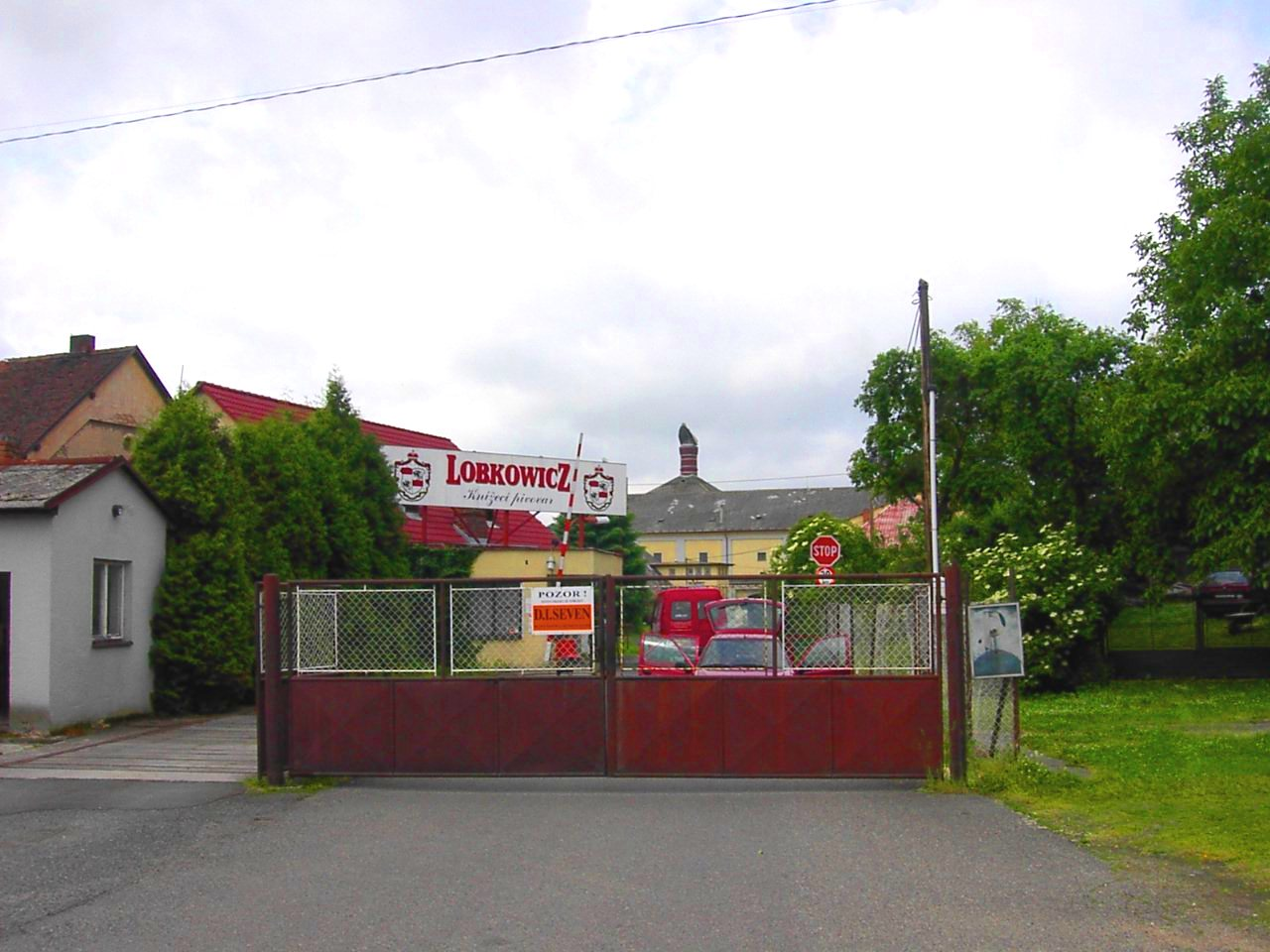
Pivovar ve Vysokém Chlumci

### Poustevna sv. Marka
Lidově „Poušť“, byl poutní kostel sv. Marka z roku 1549, zrušený 1782 a přestavěný na myslivnu (čp. 70). Z původní stavby se zachoval gotický presbytář, zbytky ambitu, zazděné ve stěně budovy, a vnější kazatelna.

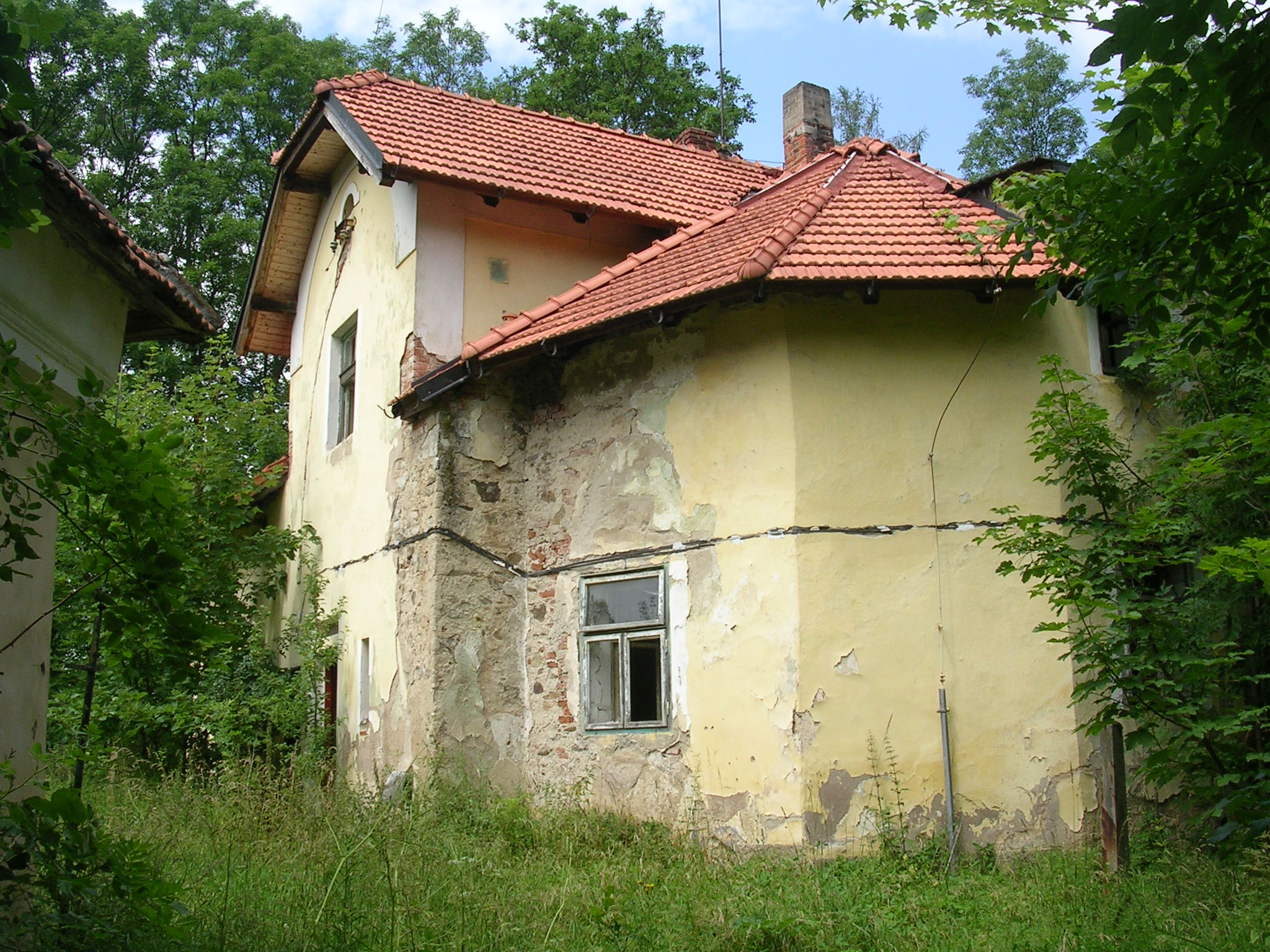
Poušť sv. Marka

## Obyvatelstvo

### Vývoj obyvatelstva
| Rok            | 1869  | 1900  | 1930  | 1950 | 1970 | 1991 | 2006 |
| -------------- | ----- | ----- | ----- | ---- | ---- | ---- | ---- |
| Počet obyvatel | 1 524 | 1 676 | 1 297 | 952  | 841  | 836  | 811  |

## Doprava

### Dopravní síť
Městysem vede silnice II/105 Jesenice – Jílové u Prahy – Neveklov – Sedlčany – Milevsko – Týn nad Vltavou – Hluboká nad Vltavou – České Budějovice. Do městysu dále vedou silnice III. třídy. Železniční trať ani stanice či zastávka na území městyse nejsou.

### Autobusová doprava 2024
Autobusovou dopravu v městysu Vysoká Chlumec zajišťují společnosti Arriva Střední Čechy a ČSAD AUTOBUSY České Budějovice. Obec je součástí Pražské integrované dopravy (PID). V městysu se nacházejí zastávky Vysoký Chlumec, Vysoký Chlumec,pivovar a Vysoký Chlumec,Víska. Mezi další zastávky spadající pod městys jsou Vysoký Chlumec,Bláhova Lhota, Vysoký Chlumec,Hradce, Vysoký Chlumec,Hradce,rozc., Vysoký Chlumec,Hrabří, Vysoký Chlumec,Hrabří,kaple Medná, Vysoký Chlumec,Pořešice, Vysoký Chlumec,Pořešice,Hlubeč, Vysoký Chlumec,Pořešice,Panská Tisovnice, Vysoký Chlumec,Pořešice,Zvěstovice, Vysoký Chlumec,Vápenice, Vysoký Chlumec,Vápenice,u sloupu a Vysoký Chlumec,Víska. V Jezvině se autobusová zastávka nenachází. Městys obsluhuje pět autobusových linek: 450, 549, 551, 552 a 559. Linka 450 spojuje Dobříš se Sedlčany a Milevskem. V současnosti (2024) je tato linka provozována pouze v úseku Sedlčany – Milevsko kvůli uzavírce komunikace v Davli a u Borotic. Linka 549 spojuje Sedlčany, Vysoký Chlumec, Petrovice, Krásnou Horu nad Vltavou, Milešov a Klučenice. Linka 551 zajišťuje spojení mezi Krásnou Horou nad Vltavou, Kamýkem nad Vltavou, Vysokým Chlumcem a Sedlčany. Linka 552 spojuje Kamýk nad Vltavou se Sedlčany přes obce Svatý Jan a Dublovice a přes zastávku Vysoký Chlumec,Hrabří,kaple Medná. Linka 559 propojuje Sedlčany, Nechvalice a Sedlec-Prčice.

## Turistika
- Cyklistika – Území Vysokého Chlumce protínají cyklotrasy č. 8137 Vysoký Chlumec - Svatý Jan - Stehlíkův mlýn a č. 8138 Radeč - Vysoký Chlumec - Krásná Hora nad Vltavou.
- Pěší turistika – Městysem vedou turistické trasy  Sedlčany - Vysoký Chlumec - Petrovice - Milevsko,  Poušť Sv. Marka - Bláhova Lhota - Onen Svět a  Smrčí - Bláhova Lhota - Počepice.

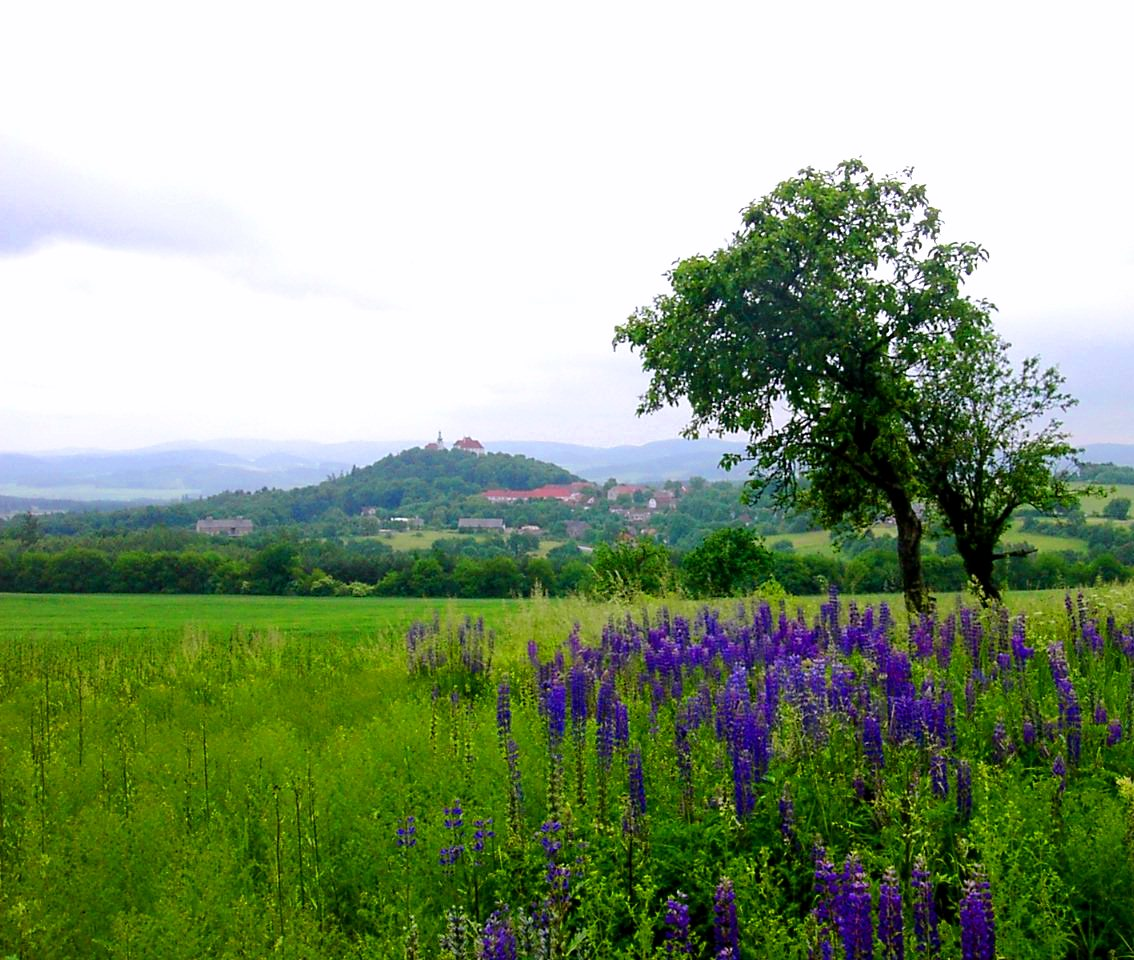
Severní pohled na Vysoký Chlumec

## Hradce
V údolí u jezvinského potoka leží mezi lesy víska Hradce, dříve též Hrádce, Hradec a Hradcí zvaná. Má 7 čís. se 35 obyvateli (r. 1920 se 36 a r. 1843 4 čís. se 32 obyvatel). Hradce patřily farou a kostelem ke Sv. Janu, školou, poštou a četnictvem k Vysokému Chlumci.
Podle lidové pověsti se 2. listopadu 1766, když se do zdejších lesů vydala hraběnka Radecká z Třebnic na procházku, v chalupě čp. 3., kde bývala třebnická hájovna, narodil Jan Radecký, pozdější slavný rakouský maršálek. Podle téže pověsti říkali pak lidé této vísce Radce nebo Radcí, údajně ze slova Radecký.